# Henning von der Heyde
Henning von der Heyde var en tysk skulptör, verksam i Lübeck i början av 1500-talet.
Hans främsta arbete är en Sankt Göransgrupp från 1504–1505, nu i Museum für Kunst- und Kulturgeschichte i Lübeck. En del svenska altarskåp, bland annat i Rytterne kyrka i Västmanland har tillskrivits Henning von der Heyde.